# Moment of Surrender
Moment of Surrender is een nummer de Ierse rockband U2 uit 2009, afkomstig van hun twaalfde studioalbum No Line on the Horizon.

## Achtergrondinformatie
"Moment of Surrender" gaat over een drugsverslaafde die een vertrouwenscrisis ondergaat. In het refrein van het nummer zitten gospelinvloeden. Het nummer kreeg positieve kritieken van muziekcritici en werd vergeleken met anderen U2-ballads als With or Without You en One. Muziekblad Rolling Stone riep het nummer uit tot beste plaat van 2009, en in 2010 zette datzelfde tijdschrift het nummer op de 160e plaats in hun lijst met  500 Greatest Songs of All Time.
Tijdens de concerten van de U2 360° Tour werd het nummer vaak ingezet als afsluiter. Tijdens de optredens werden de lichten op het podium gedimd en werden fans opgeroepen hun mobiele telefoons omhoog te houden en de verlichting aan te zetten.
"Moment of Surrender" werd een kleine hit in Wallonië en Italië. In het Nederlandse taalgebied werden geen hitlijsten gehaald.

## Tracklijst
- Muziekdownload

1. "Moment of Surrender" - 7:24